# دختر (فیلم ۱۹۹۸)
«دختر» (انگلیسی: Girl) فیلمی در ژانر رمانتیک و درام است که در سال ۱۹۹۸ منتشر شد. از بازیگران آن می‌توان به دامینیک سوین اشاره کرد.